# Стефанівський жіночий монастир УПЦ
Стефанівський жіночий монастир УПЦ (МП) - жіночий монастирі Української православної церкви Московського патріархату, що розташовано в селі Степанівка, Краматорського району, Донецької області.

## Історія
У грудні 2006 року з благословення Високопреосвященнішого Іларіона, митрополита Донецького і Маріупольського, при Стефановський храмі села Степанівки Олександрівського району Донецької області почала існувати чернеча громада, якій були передані будівлі колишньої лікарні споруди XIX століття. В одному з корпусів працями сестер була влаштована домова церква на честь первомученика і архідиякона Стефана, а також житлові келії, трапезна та інші підсобні приміщення.
За клопотанням Його Преосвященства, Преосвященнішого Митрофана, єпископа Горлівського і Слов'янського, 18 квітня 2008 року рішенням Священного Синоду УПЦ громада отримала статус монастиря.
З 2012 року монастир очолює іугменія Катерина (Пуриш). В даний час в обителі несуть послух 6 сестер.
Священики Стефановской церкви окормляють також жителів довколишніх сіл.
У монастирі ведеться будівництво верхнього храму на честь Смоленської ікони Божої Матері. 5 листопада 2009 єпископ Горлівський і Слов'янський Митрофан звершив чин закладки першого каменя нової монастирської церкви. В даний час зведено 11 метрів стін споруджуваного храму. Виведено склепіння нижній церкві, яка буде освячена на честь святого первомученика архідиякона Стефана. Всього висота храму після завершення будівництва складе 34 метри.
Щодня в монастирі звершується чернече правило, по суботніх, недільних і святкових днях - повний добовий коло богослужінь. При обителі є присадибне господарство.
Насельниці монастиря продовжують освоювати богослужбовий статут, займаються читанням святоотецької літератури, проводяться спільні читання-бесіди, а також проходять заняття з рукоділля і вишиванню.